# Unión Soberana de Naciones
La Unión Soberana de lasNaciones (en bielorruso: Дзяржаўны Cаюз Háродаў, ruso: Державный Cоюз Háродов, transliteración: Derzhavny Soyuz Narodov) ha sido propuesta como el himno no oficial del Estado de la Unión. La canción, que fue modificada del himno estatal de la Unión Soviética, se refiere a una unión más amplia de las dos naciones (Bielorrusia y Rusia).

## Letra

### Ruso
Да будет во благо сплочение наше!

Пусть крепнет тепло наших дружеских уз.

Да будет вовеки светлее и краше

Свободных народов Державный Союз!

Славься народами мудрость хранимая —

Та, что к согласию, к миру зовёт!

Здравствуй, великое, несокрушимое

Наше содружество, весь наш народ!

У нас за плечами глубины столетий —

История нашей единой страны.

И в мирные дни, и в разгар лихолетий

Клянёмся всегда быть Союзу верны!

Славься народами мудрость хранимая —

Та, что к согласию, к миру зовёт!

Здравствуй великое, несокрушимое

Наше содружество, весь наш народ!

### Transliteración
Da budet vo blago splocheniye nashe!

Pust' krepnet teplo nashikh druzheskikh uz.

Da budet voveki svetleye i krashe

Svobodnykh narodov Derzhavniy Soyuz!

Slav'sya narodami mudrost' khranimaya —

Ta, chto k soglasiyu, k miru zovyot!

Zdravstvuy, velikoye, nesokrushimoye

Nashe sodruzhestvo, ves' nash narod!

U nas za plechami glubiny stoletiy —

Istoriya nashey yedinoy strany.

I v mirnyye dni, i v razgar likholetiy

Klyanyomsya vsegda byt' Soyuzu verny!

Slav'sya narodami mudrost' khranimaya —

Ta, chto k soglasiyu, k miru zovyot!

Zdravstvuy, velikoye, nesokrushimoye

Nashe sodruzhestvo, ves' nash narod!

### Español
¡Que nuestra unidad sea para siempre!

Permita que el calor de nuestros lazos amistosos se fortalezca.

Deja que sea siempre más brillante y más hermosa

¡Unión libre y poderosa!

Ser glorificado por los pueblos de la sabiduría de los almacenados

¡El que llama a la paz, llama a la paz!

Hola, genial, indestructible

¡Nuestra comunidad, toda nuestra gente!

Tenemos las profundidades de siglos detrás de nosotros -

La historia de nuestro único país.

Y en días de paz, y en medio de la pereza

¡Siempre juramos estar en la Unión!

Ser glorificado por los pueblos de la sabiduría de los almacenados

¡El que llama a la paz, llama a la paz!

Hola, el grande, invencible

¡Nuestra comunidad, toda nuestra gente!